# 공성진
공성진(孔星鎭, 1953년 4월 20일 ~ )은 대한민국의 정치인이다. 제17·18대 국회의원을 지냈다.

## 학력
- 서울남산국민학교 졸업
- 경기중학교 졸업
- 경기고등학교 졸업
- 연세대학교 정법대학 정치외교학과 학사
- 연세대학교 대학원 정치학 석사
- 미국 클레어몬트 대학교 대학원 - ( 이론과 실제의 합일: 정치적 책무에 관한 현상학적 고찰 ) Ph.D

## 경력
- 1986년 한양대학교 교수 - 서양정치철학,문명충돌론,인간과 미래 등 강의
- 1989년 미래구상연구소에 이은 한백연구재단 설립 - 『포럼21』, 『델파이 라인』 등에 기고
- 1992년~1997년 『아시아 포럼 2005』한․중․일 국제회의체 결성
- 2001년~2002년 『북악포럼』결성
- 미국 클레어몬트 대학 교환교수

## 의정활동
- 2004년 제17대 총선 당선 (한나라당, 서울 강남 을)

국회 환경노동위원회, 국방위원회, 정보위원회, 남북평화통일 특별위원회에서 상임위 활동
- 2007년 이명박 대통령선거 한나라당 예비후보의 서울시 선거대책위원장 역임, 서울시당 위원장, 서울시 총괄선거대책본부장
- 2008년 18대 총선 재선 (한나라당, 서울 강남 을)
- 2008년 7월 3일 한나라당 전당대회에서 최고위원 당선 (경선결과; 대표 박희태, 최고위원 공성진, 정몽준, 허태열, 박순자)
- 2008년 8월 국회 정무위원회 위원
- 2010년 6월 국회 보건복지위원회 위원
- 2011년 6월 18대 의원직 상실

## 저서
- 『한국의 미래 세계의 미래』(전 5권)
- 『눈을 뜨고 꿈을 꾼다』
- 『한국의 정치』
- 『대한민국 안보전략 2008~2013』등

## 병역
해병대 간부후보 59기, 해병대 중위 전역

## 논란

### 비리 혐의
2008년 경기도 안성 스테이트월셔 골프장의 대표 공모씨로부터 4천100만원을, C사와 바이오 기술업체 L사에서 각각 1억1천800만원과 4천100만원을 받는 등 2억원을 수수한 혐의로 기소돼 재판을 받았다.
이후 2011년 6월 집유형이 확정되어 의원직을 상실했다. 한편 삼화저축은행 관련 비리에도 연루된 것으로 알려졌다.

### 입국거부 사태
2012년 2월 23일(현지시간) 미국 로스엔젤레스 국제공항에서 입국심사도중 전자여행허가 시스템에 범죄관련 유무를 허위로 기재했다가 발각되어 입국이 거부, 한국으로 돌아왔다. 공성진 새누리당 전 의원은 삼화저축으로부터 억대의 불법정치자금을 받은 혐의로 징역6월, 집행유예1년, 추징금 1억 7000만원을 선고받았다.

## 역대 선거 결과
|  | 57.50% |

|  | 62.69% |

## 같이 보기
- 강남구 을
- 서울 강남구의 국회의원